# Вашингтон Тауншип (округ Батлер, Пенсільванія)
Вашингтон Тауншип (англ. Washington Township) — селище (англ. township) в США, в окрузі Батлер штату Пенсільванія. Населення — 1288 осіб (2020).

## Демографія
Згідно з переписом 2010 року, у селищі мешкало 1300 осіб у 512 домогосподарствах у складі 376 родин. Було 558 помешкань
Расовий склад населення:
| - 99,2 % — білих - 0,4 % — вихідців з тихоокеанських островів - 0,2 % — азіатів |

До двох чи більше рас належало 0,1 %. Частка іспаномовних становила 0,3 % від усіх жителів.
За віковим діапазоном населення розподілялося таким чином: 21,2 % — особи молодші 18 років, 62,3 % — особи у віці 18—64 років, 16,5 % — особи у віці 65 років та старші. Медіана віку мешканця становила 42,7 року. На 100 осіб жіночої статі у селищі припадало 102,5 чоловіків;  на 100 жінок у віці від 18 років та старших — 99,4 чоловіків також старших 18 років.
Середній дохід на одне домашнє господарство  становив 56 272 долари США (медіана — 46 667), а середній дохід на одну сім'ю — 68 903 долари (медіана — 59 211). Медіана доходів становила 44 583 долари для чоловіків та 41 250 доларів для жінок. За межею бідності перебувало 9,3 % осіб, у тому числі 7,9 % дітей у віці до 18 років та 5,0 % осіб у віці 65 років та старших.
Цивільне працевлаштоване населення становило 613 осіб. Основні галузі зайнятості: роздрібна торгівля — 21,0 %, виробництво — 17,3 %, освіта, охорона здоров'я та соціальна допомога — 16,2 %.